# Sables-d'Or-les-Pins
 (février 2019).
Si vous disposez d'ouvrages ou d'articles de référence ou si vous connaissez des sites web de qualité traitant du thème abordé ici, merci de compléter l'article en donnant les références utiles à sa vérifiabilité et en les liant à la section « Notes et références ».

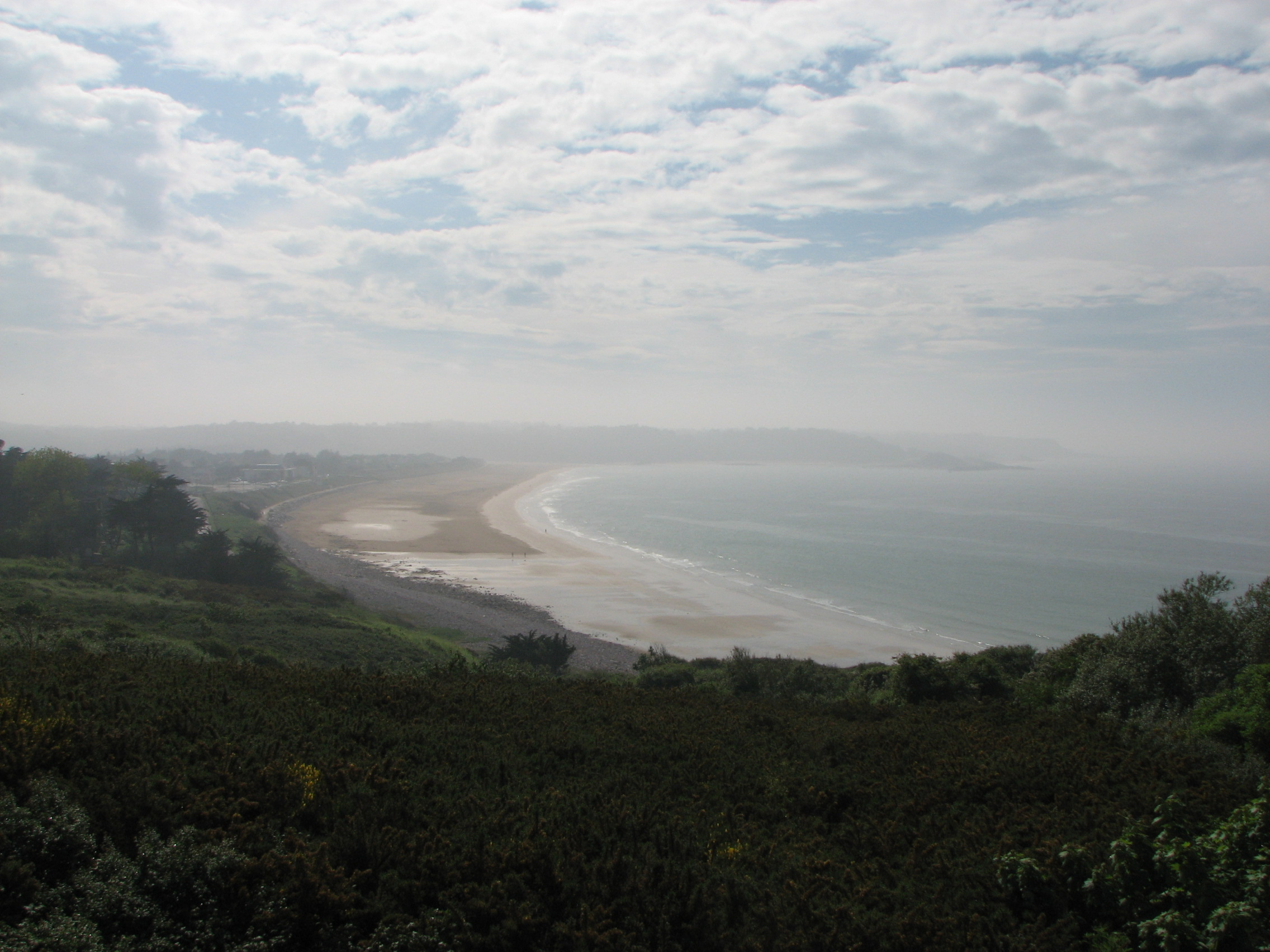
Grande plage des Sables d'Or, vue de l'est.

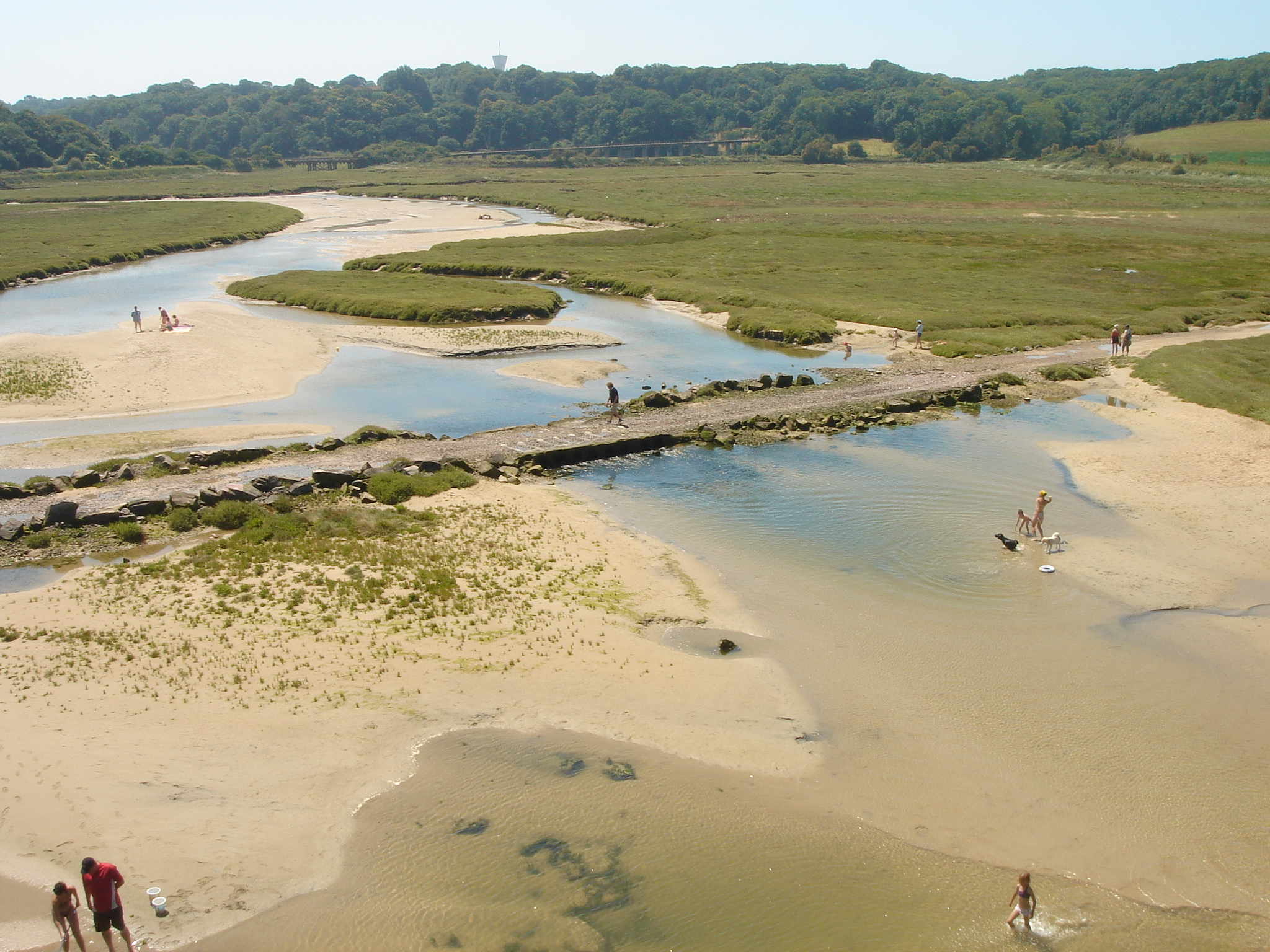
La route submersible au 1er plan et la ligne de chemin de fer au fond.

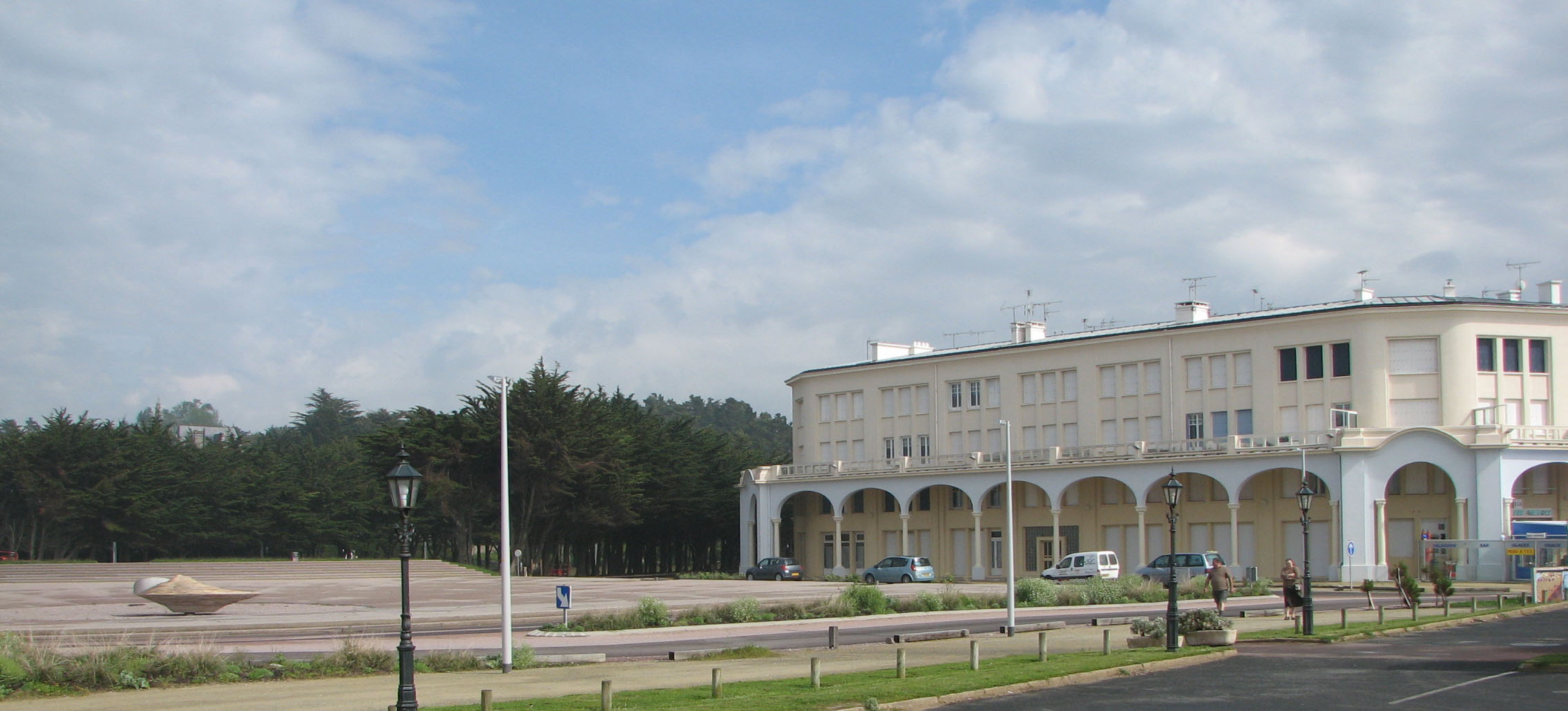
La grande place face à la plage avec en arrière-plan un des bâtiments de la Belle Époque.

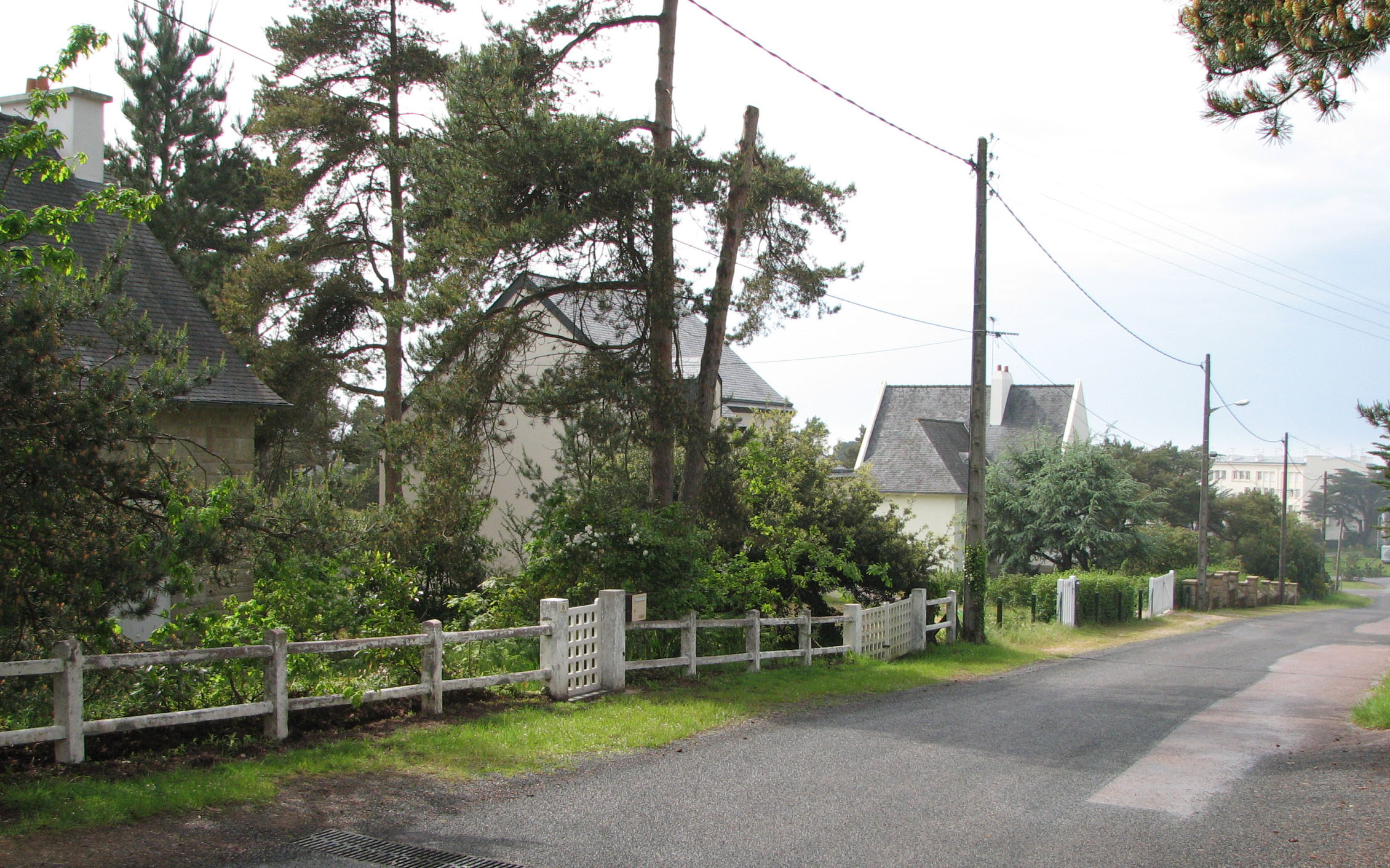
Rue typique avec des maisons sur les dunes noyées dans les pins.

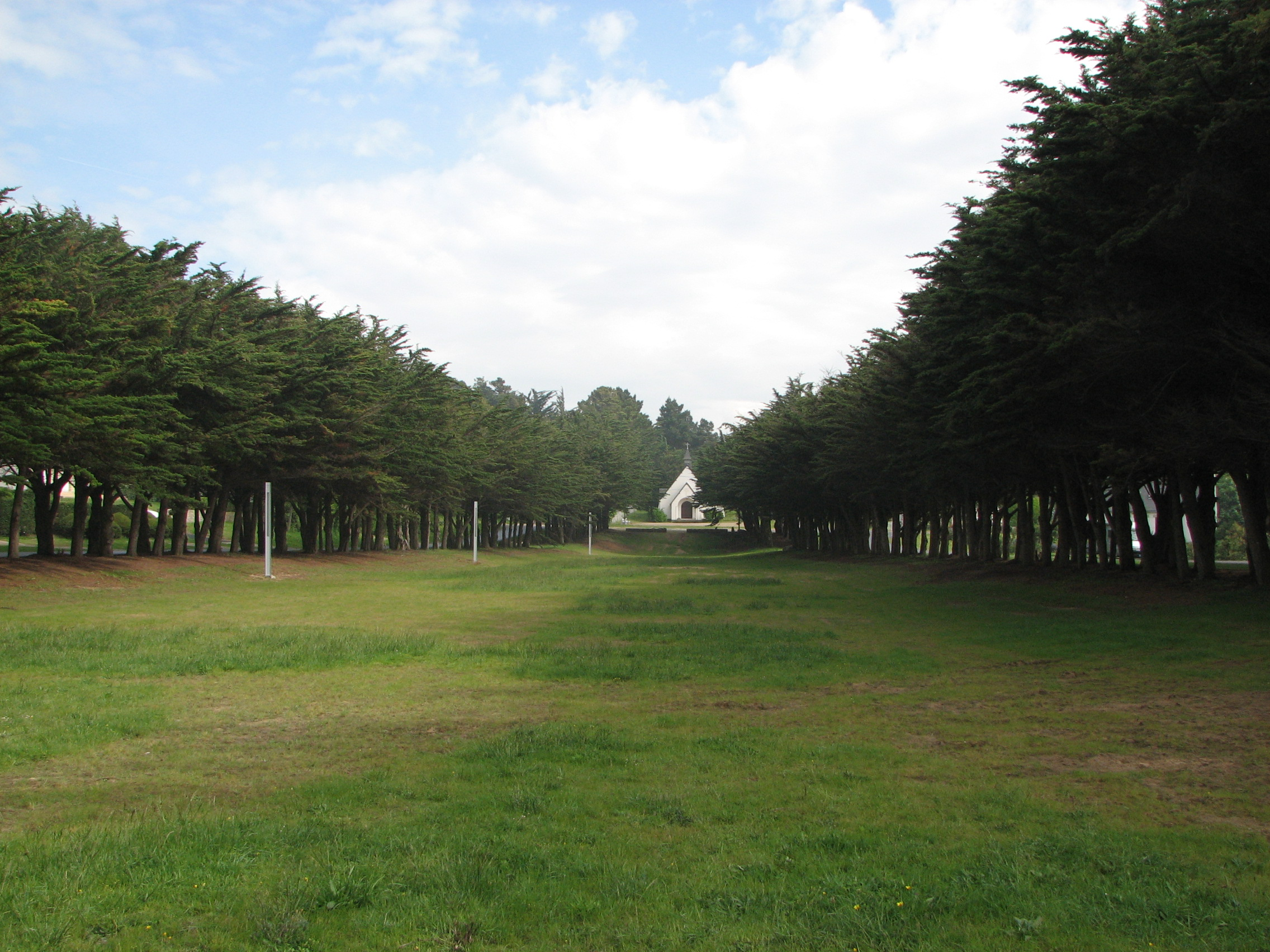
La chapelle.

Sables-d'Or-les-Pins est une station balnéaire française des Côtes-d'Armor, située sur la côte de Penthièvre, sur la commune de Fréhel. Créée dans les années 1920, elle est connue pour sa grande plage de sable fin et ses dunes.
Elle est principalement construite sur des dunes arasées au moment de la création de la station, sur une flèche littorale à l'embouchure de la rivière Islet. Elle s'étend au sud-est sur un coteau montant vers le plateau sur lequel a été implanté un golf.

## Histoire
Bien que des traces d'occupation ancienne (villa gallo-romaine) aient été retrouvées, le lieu était inoccupé jusque dans les années 1920.
En 1921, des promoteurs, dont Roland Brouard, achètent au comte de Couville un peu moins de 100 hectares de terrains, principalement des dunes, à proximité de la Grève de Minieu, dans le but d'y édifier une station balnéaire luxueuse. Rapidement, des travaux importants sont entrepris: arasement des dunes, création de larges avenues, etc. Le plan d'ensemble de la station, original pour l'époque, a été conçu par les établissements Treyve-Frères, paysagistes à Vichy. Ce plan a quelques similarités avec la station thermale de Vichy et avec Le Vésinet, du paysagiste Paul de Lavenne de Choulot. L'architecte Yves Hémar participe également à la création de la station. Il avait été choisi par le promoteur Brouard pour sa volonté de « plaire aux Anglais » en développant un style anglo-breton susceptible de leur convenir. Yves Hémar y réalise les hôtels, restaurants et commerces ainsi que la plupart des villas.
La ligne de chemin de fer Yffiniac - Matignon est construite, permettant la jonction avec la ligne Paris-Brest et inaugurée en février 1924 (elle sera abandonnée en 1950, mais il reste aujourd'hui encore le viaduc de Port-Nieux enjambant la rivière Islet) et, en juin de la même année, le premier hôtel-restaurant de la station, le "Camping House", est achevé. L'année suivante, un golf est ouvert, suivi en 1927 d'un casino. Plusieurs villas luxueuses sont construites et la station est alors fréquentée par une clientèle aisée, financiers et industriels parisiens, et on y donne des fêtes somptueuses.
Les autochenilles Citroën de la Croisière jaune dans les dunes participent à la promotion de Sables-d'Or ; Lucien Rosengart, administrateur de Citroën est alors également impliqué dans le développement touristique des Côtes-du-Nord[réf. nécessaire].
Mais, avec la crise de 1929, le développement de la station s'arrête brutalement et la riche clientèle déserte les lieux. Roland Brouard meurt ruiné en 1934.
En 1937, la station balnéaire est mentionnée au guide Michelin pour ses hôtels Golf et Arcades, Dunes d'Armor, Diane et Ajoncs d'Or.
Après la Seconde Guerre mondiale, le développement de la station repart de façon plus maîtrisée pour aboutir à la situation actuelle d'une station familiale, animée uniquement pendant l'été.
En 2006, d'importants travaux de réaménagement démarrent avec un rétrécissement des rues, la construction de parkings enherbés, la protection de la dune devant la plage et la plantation de 7 500 pins. La "nouvelle" station est inaugurée les 13 et 14 juillet 2007.

## Lieux remarquables
- Grande plage
- Bouche d'Erquy (estuaire de l'Islet) ou "Plage sud", se remplissant uniquement lors de marées de vives eaux.
- Dunes
- Port Barrier[8], utilisé par les Carrières de l'Ouest
- La chapelle[9]
- Villas des architectes Pol Abraham (entre autres villa Collignon, 1925) et Yves Hémar (Villas "Le Manoir"[10], "Castel Breiz"[11],…)

## Personnalités liées à la commune
- Le peintre Bernard Buffet y posséda une villa dans les années 1950.
- Le cuisinier Jean Imbert y a une villa familiale, sa cabane et son potager.
- Etienne Daho y a passé une partie de sa jeunesse avant de mentionner la station dans sa chanson Tombé pour la France[12].

## Sports et distractions
La station possède un casino, un golf, des tennis et un club de voile. Des rencontres et événements sportifs se déroulent dans l'allée de Diane.

## À proximité
- Erquy
- Cap Fréhel
- Îlot Saint-Michel
- Station balnéaire de Pléneuf-Val-André
- Fort la Latte, situé sur la commune de Plévenon

## Médias
- Sables-d'Or a été le lieu de tournage ces dernières années :
  - d'une publicité pour Nutella[13] ;
  - de Selon Charlie, un film de Nicole Garcia en 2006.
- La chanson Tombé pour la France d'Étienne Daho évoque les dunes de Sables d'Or.